# 齋藤義次
齋藤義次（1890年11月2日—1944年7月10日）是二戰期間大日本帝國陸軍的一名中將。1938年，齋藤義次出任第5师团参谋长，次年被派遣到关东军，晋升少将。1942年晋升中将。他最終在塞班島戰役中自殺身亡。